# Troktolit
Troktolit (Pstrągowiec) – głębinowa zasadowa skała magmowa podobna do gabra z grupy gabroidów. Odmiana gabra oliwinowego.

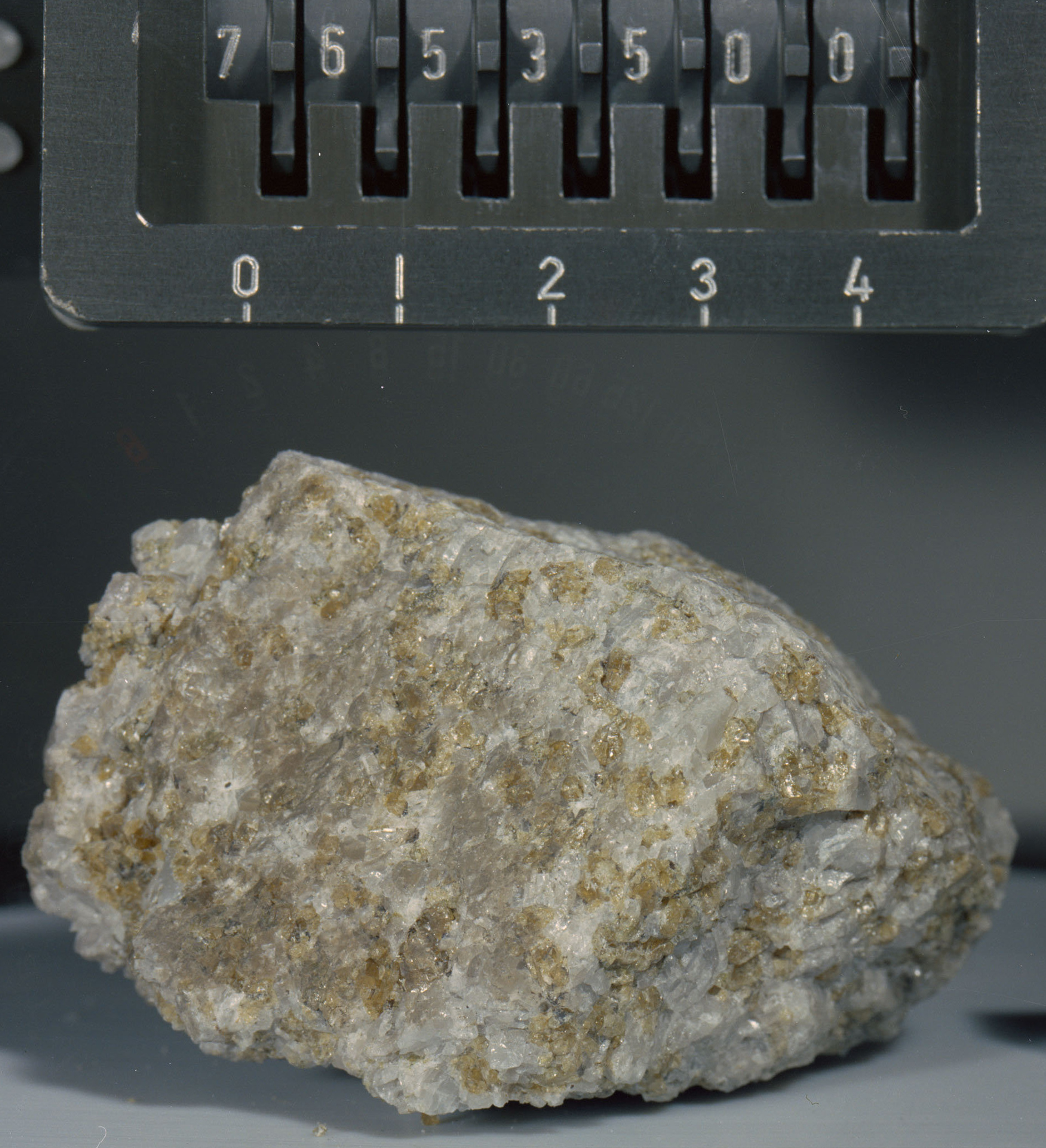
Troktolit

## Budowa
Skała składa się głównie z zasadowego wapiennego plagioklazu (anortyt, labrador) i oliwinów podrzędnie występuje piroksen (do 10%) i powstałe z przekształcenia oliwinów, wtórne serpentyny (do 10%). Odznacza się specyficzną strukturą polegającą na występowaniu kulistych skupień zbudowanych z minerałów na tle szarej masy plagioklazów. Barwa szaro-czarna często z zielonkawym odcieniem. Skały po lekkim zwietrzeniu wykazują obecność charakterystycznych czerwonych plamek iddingsytu, będącego mieszaniną wodorotlenków żelaza i minerałów ilastych. Ze względu na kuliste skupienia minerałów maficznych przypomina skórę pstrąga – są makroskopowo określane polskim terminem – pstrągowiec. Skały te mogą być wykorzystywane w charakterze kamieni ozdobnych.

## Struktura
Struktura: holokrystaliczna, pełnokrystaliczna kryształy mają ok. 1–4 mm wielkości, kryształy oliwinu subhedralne, plagioklazów euhedralne, subhedralne i anhedralne

## Tekstura
Zbita, bezładna.

## Minerały
Plagioklazy o pokróju tabliczkowym, obecność zbliźniaczeń. Oliwin (wysoki relief, widoczna serpentynizacja).

## Występowanie
W Polsce troktolity w niewielkich ilościach występują na Dolnym Śląsku w Górach Sowich oraz w miejscowości Wolibórz koło Nowej Rudy.